# Nova Prata
Nova Prata est une municipalité brésilienne laquelle est localisée dans la région montagneuse de la Serra Gaúcha (Montagne Gaúcha) située dans l'État du Rio Grande do Sul. Son altitude est de 662 m et la population en 2017 est estimée en 25 559 habitants (densité démographique de 98,7 hab./km2). La température oscille de 14 °C jusqu'à 28 °C où la température moyenne est de 17 °C. Le produit intérieur brut (PIB) est estimé en 321 940 réaux brésiliens.

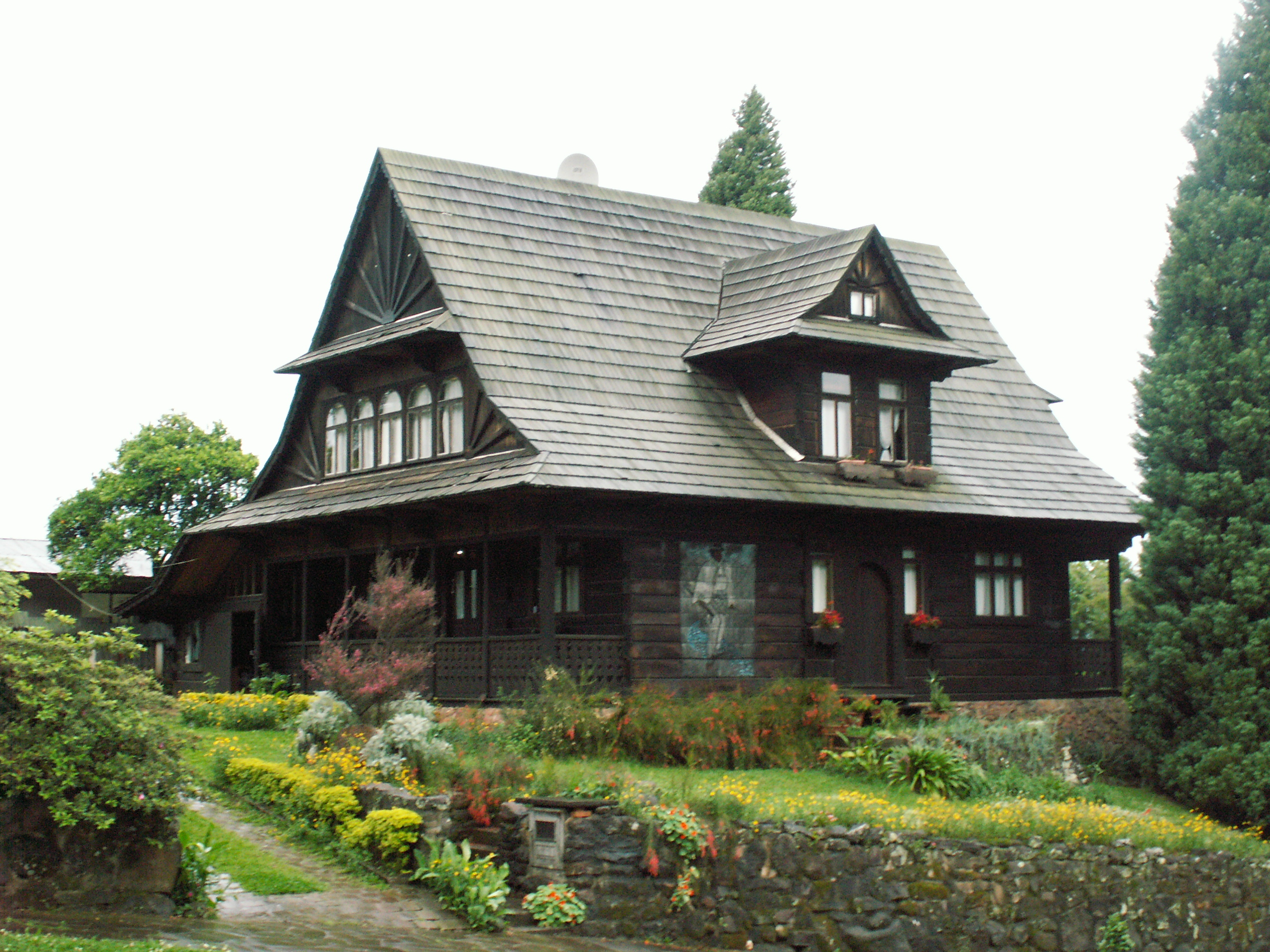
La Maison Polonaise.
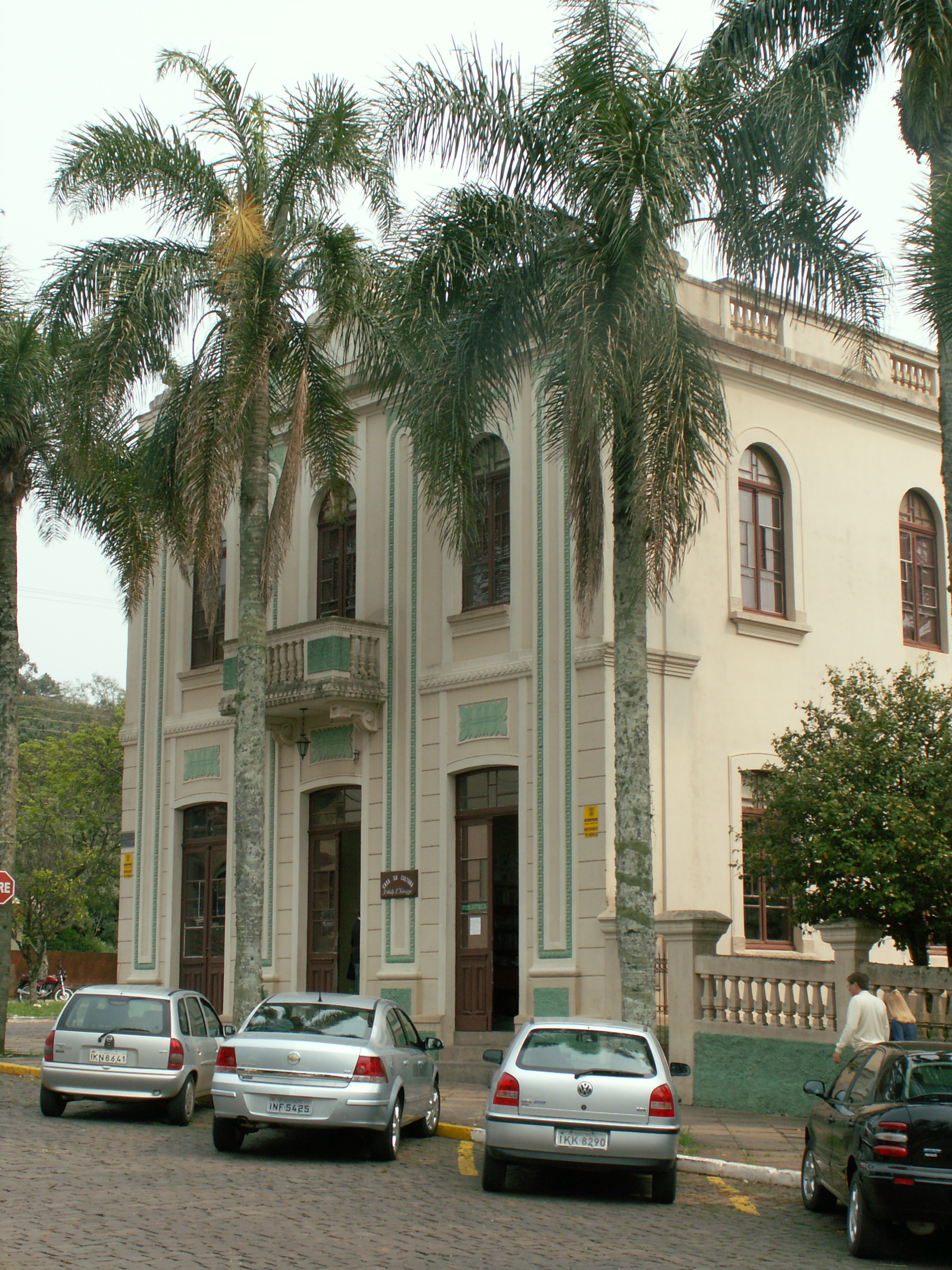
La Maison de la Culture.
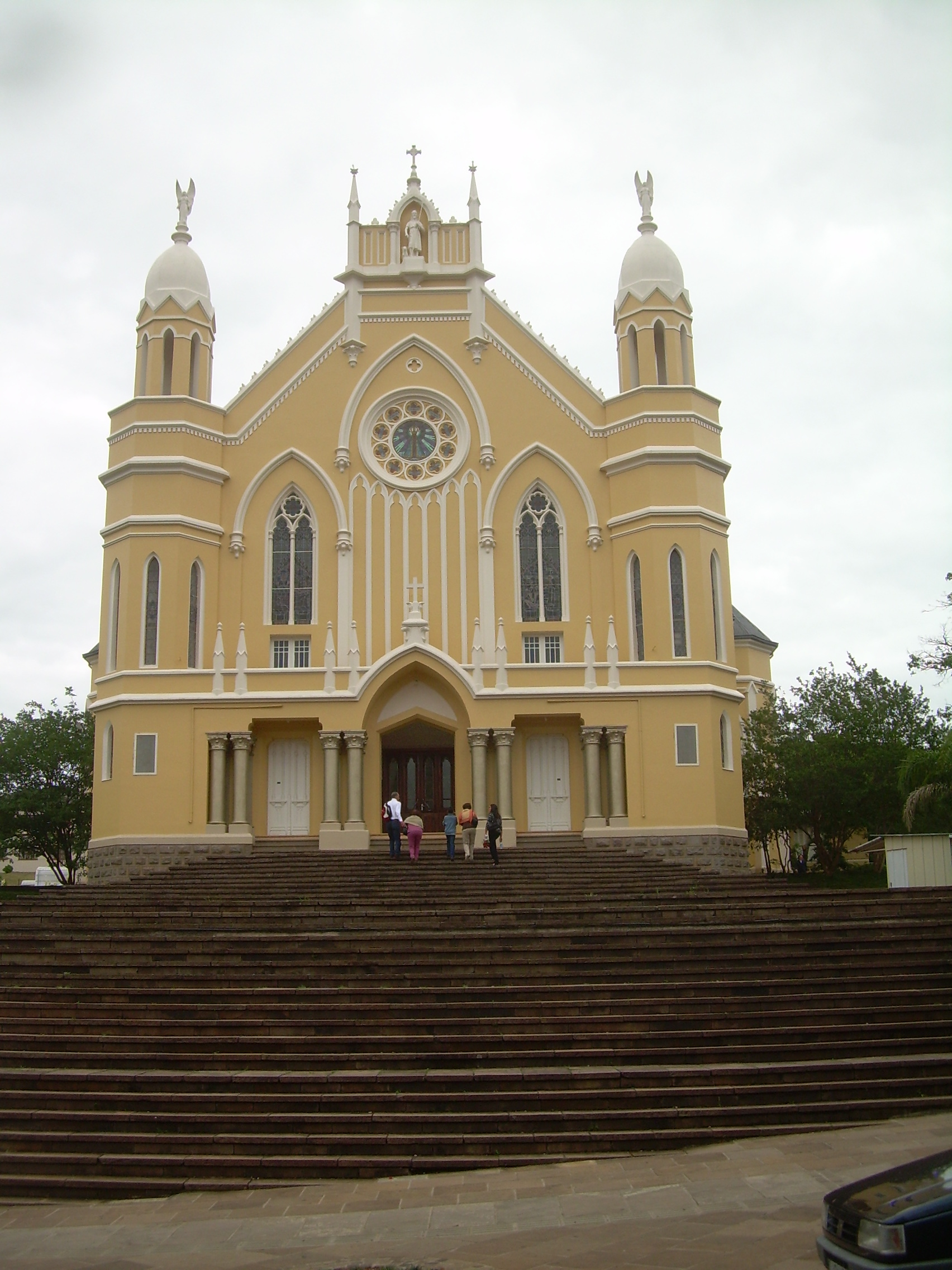
L'église de São João Batista.
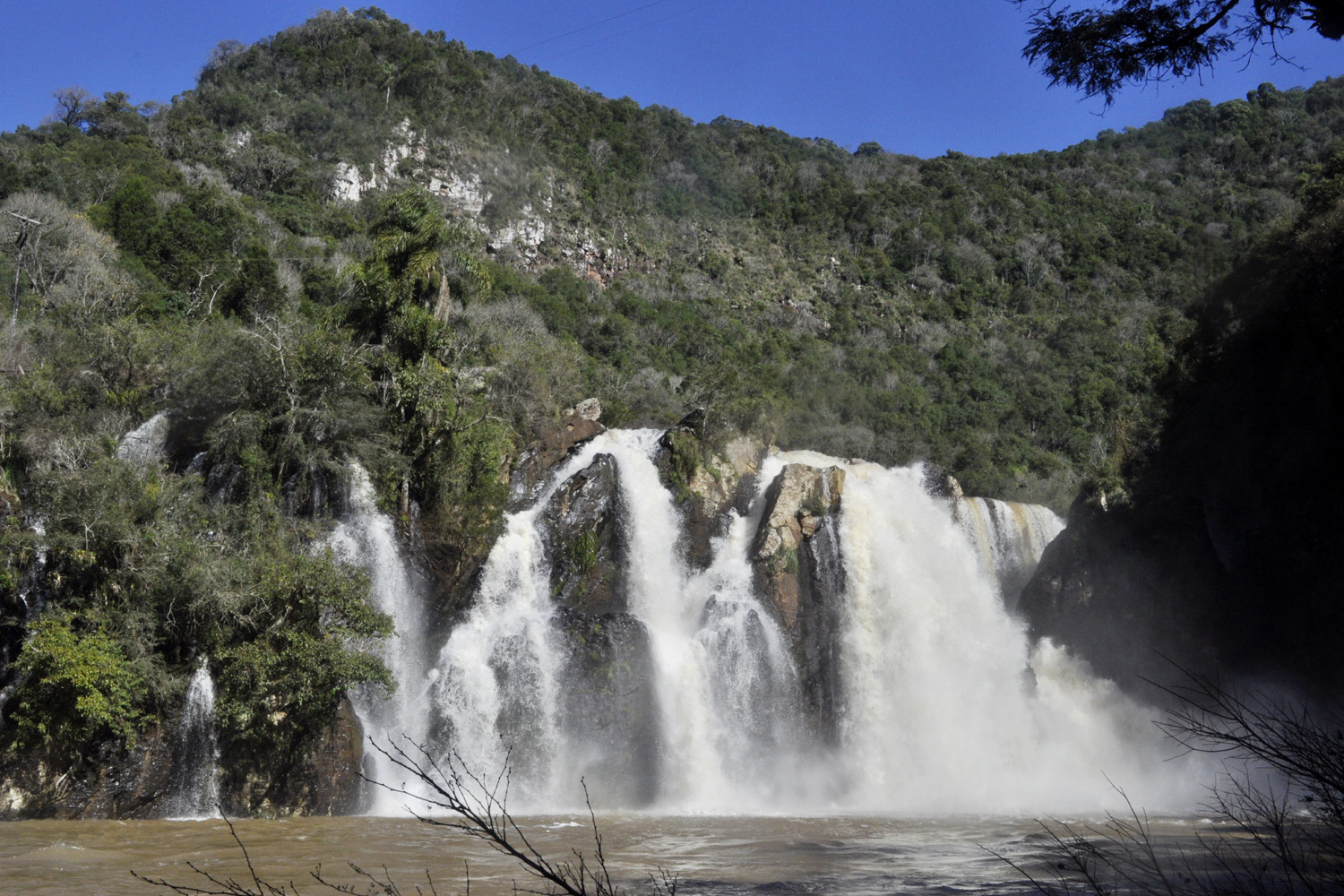
La Cascade de la Vieille Usine.
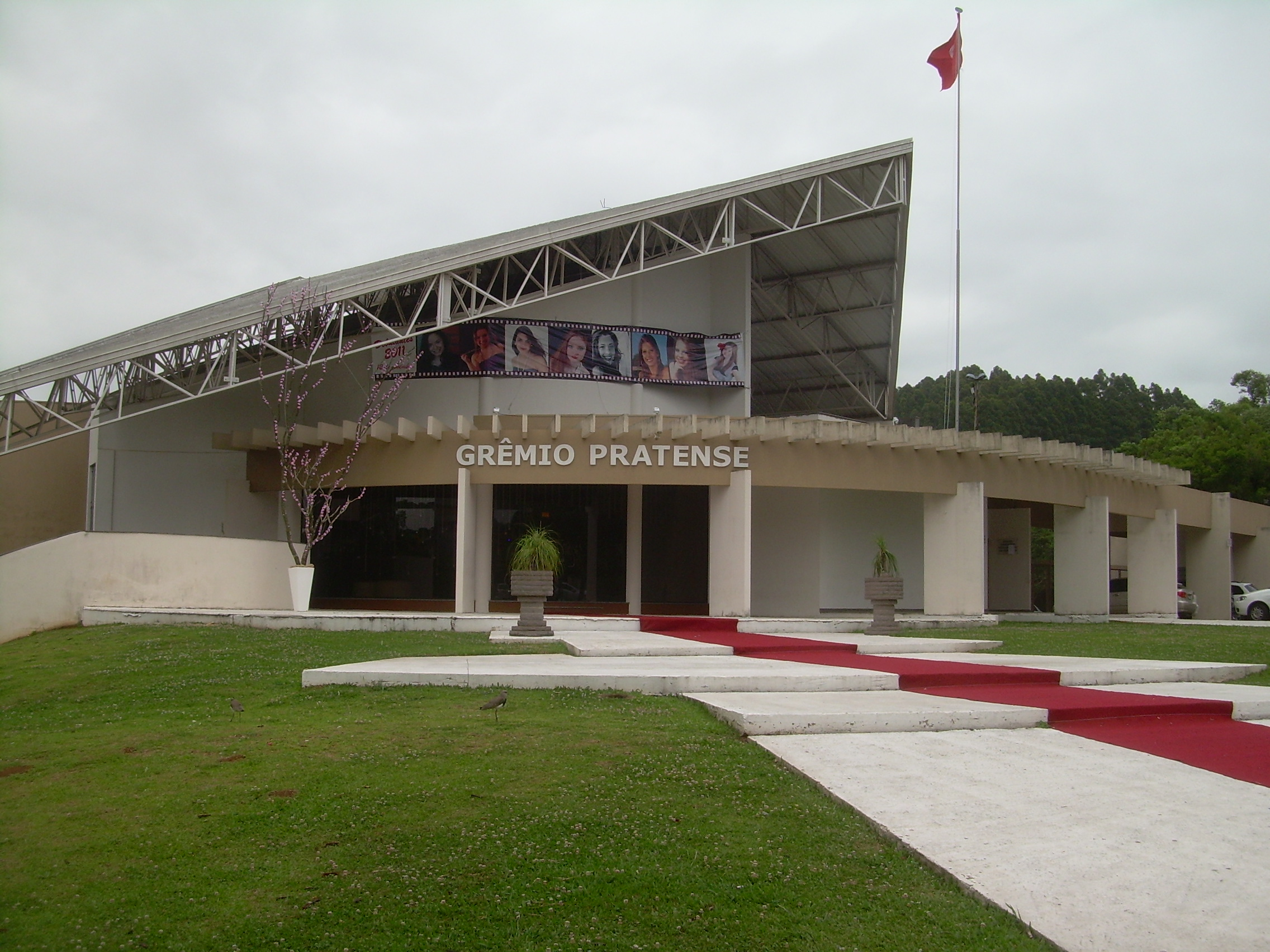
Le Grêmio Pratense.
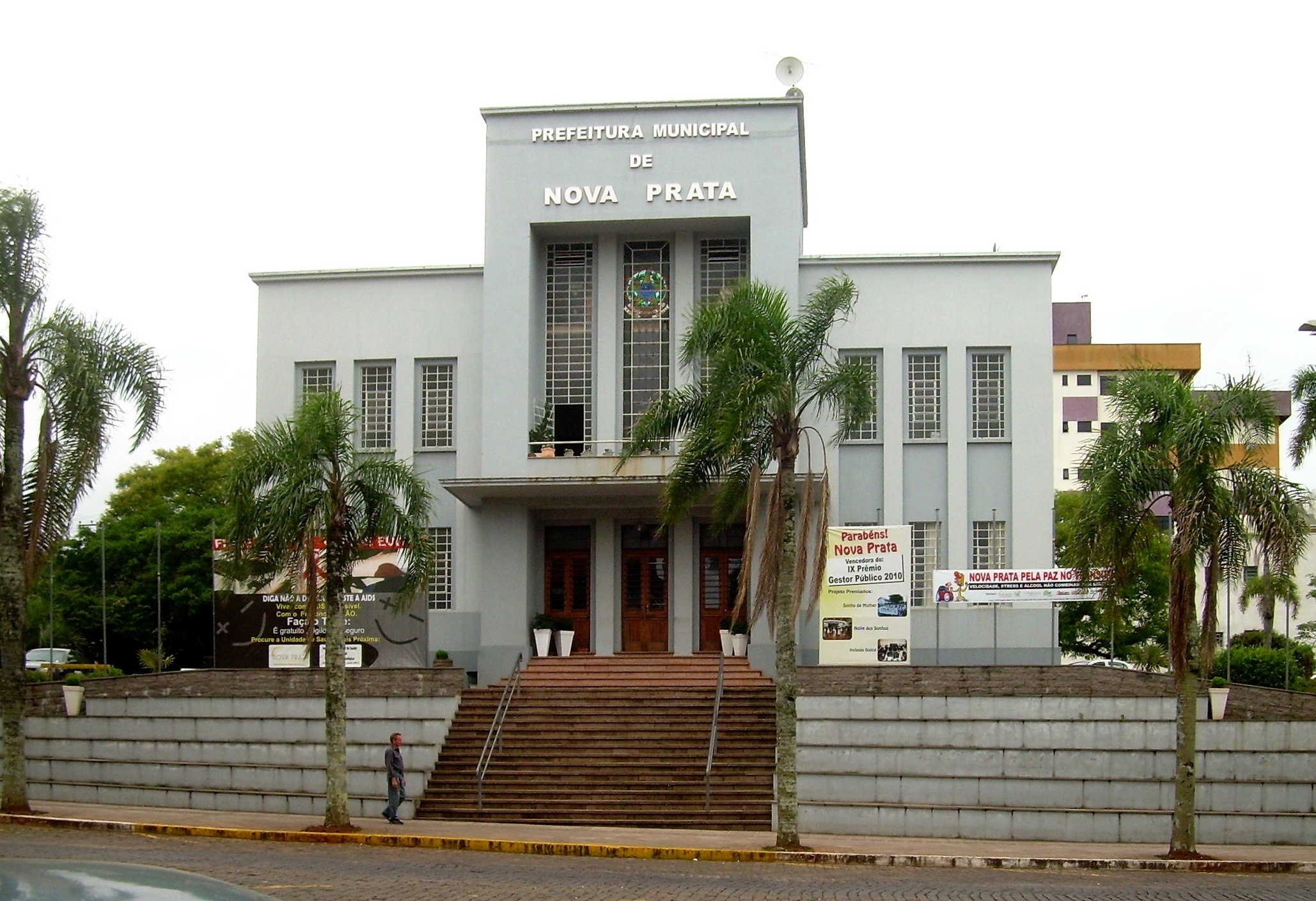
La Mairie de Nova Prata.